# Course en ligne féminine aux championnats du monde de cyclisme sur route 1962
Navigation
1961 1963
La course en ligne féminine aux championnats du monde de cyclisme sur route 1962 a lieu le 30 août 1962 à Salo en Italie. Cette édition est remportée par la Belge Marie-Rose Gaillard.

## Classement
|                                    | Coureuse                      | Pays             |    | Temps           |
| ---------------------------------- | ----------------------------- | ---------------- | -- | --------------- |
| Médaille d'or, Coupe du Monde      | Marie-Rose Gaillard           | Belgique         | en | 1 h 53 min 56 s |
| Médaille d'argent, Coupe du Monde  | Yvonne Reynders               | Belgique         | +  | 2 min 31 s      |
| Médaille de bronze, Coupe du Monde | Marie-Thérèse Naessens        | Belgique         |    | 2 min 31 s      |
| 4                                  | Aino Puronen                  | Union soviétique |    | 2 min 31 s      |
| 5                                  | Jo Bowers                     | Royaume-Uni      |    | 2 min 31 s      |
| 6                                  | Liliane Cleiren               | Belgique         |    | 2 min 31 s      |
| 7                                  | Lily Herse                    | France           |    | 2 min 38 s      |
| 8                                  | Beryl Burton                  | Royaume-Uni      |    | 2 min 38 s      |
| 9                                  | Simone Ellegeest              | Belgique         |    | 3 min 59 s      |
| 10                                 | Maria Loukchina               | Union soviétique |    | 4 min 2 s       |
| 11                                 | Vera Gorbatcheva              | Union soviétique |    | 4 min 2 s       |
| 12                                 | Cynthia Cary                  | Royaume-Uni      |    | 4 min 10 s      |
| 13                                 | Elsy Jacobs                   | Luxembourg       |    | 4 min 12 s      |
| 14                                 | Patricia Pepper               | Royaume-Uni      |    | 4 min 12 s      |
| 15                                 | Ludmilla Potapenko            | Union soviétique |    | 4 min 12 s      |
| 16                                 | Luba Tikhomirova              | Union soviétique |    | 4 min 12 s      |
| 17                                 | Florinda Parenti              | Italie           |    | 4 min 17 s      |
| 18                                 | Renée Vissac                  | France           |    | 4 min 23 s      |
| 19                                 | Renée Ganneau                 | France           |    | 4 min 26 s      |
| 20                                 | Shirley Marsden               | Royaume-Uni      |    | 4 min 31 s      |
| 21                                 | Maria Cressari                | Italie           |    | 4 min 37 s      |
| 22                                 | Renée Thuin                   | France           |    | 4 min 41 s      |
| 23                                 | Joanna Kershaw                | Royaume-Uni      |    | 4 min 53 s      |
| 24                                 | Rosa Vittari                  | Italie           |    | 5 min 26 s      |
| 25                                 | Andrée Flageolet              | France           |    | 5 min 36 s      |
| 26                                 | Louisa Smits                  | Belgique         |    | 8 min 33 s      |
| 27                                 | Simone Boubechiche            | France           |    | 9 min 43 s      |
| 28                                 | Doubrava Pelikanova-Lozkovova | Tchéquie         |    | 11 min 26 s     |
| 29                                 | Giuditta Longari              | Italie           |    | 11 min 55 s     |